# Санта-Виттория-д’Альба
Са́нта-Витто́рия-д’А́льба (итал. Santa Vittoria d'Alba, пьем. Santa Vitòria / Santa Vitòira) — коммуна в Италии, располагается в регионе Пьемонт, в провинции Кунео.
Население составляет 2675 человек (2008), плотность населения составляет 268 чел./км². Занимает площадь 10 км². Почтовый индекс — 12069. Телефонный код — 0172.
Покровительницей коммуны почитается святая Виктория Римская, празднование 3 сентября.

## Демография
Динамика населения:

## Города-побратимы
- Вер-Пон-дю-Гар, Франция (1973)

## Администрация коммуны
- Официальный сайт: http://www.comunedisantavittoriadalba.it/